# 臨時海島市政局

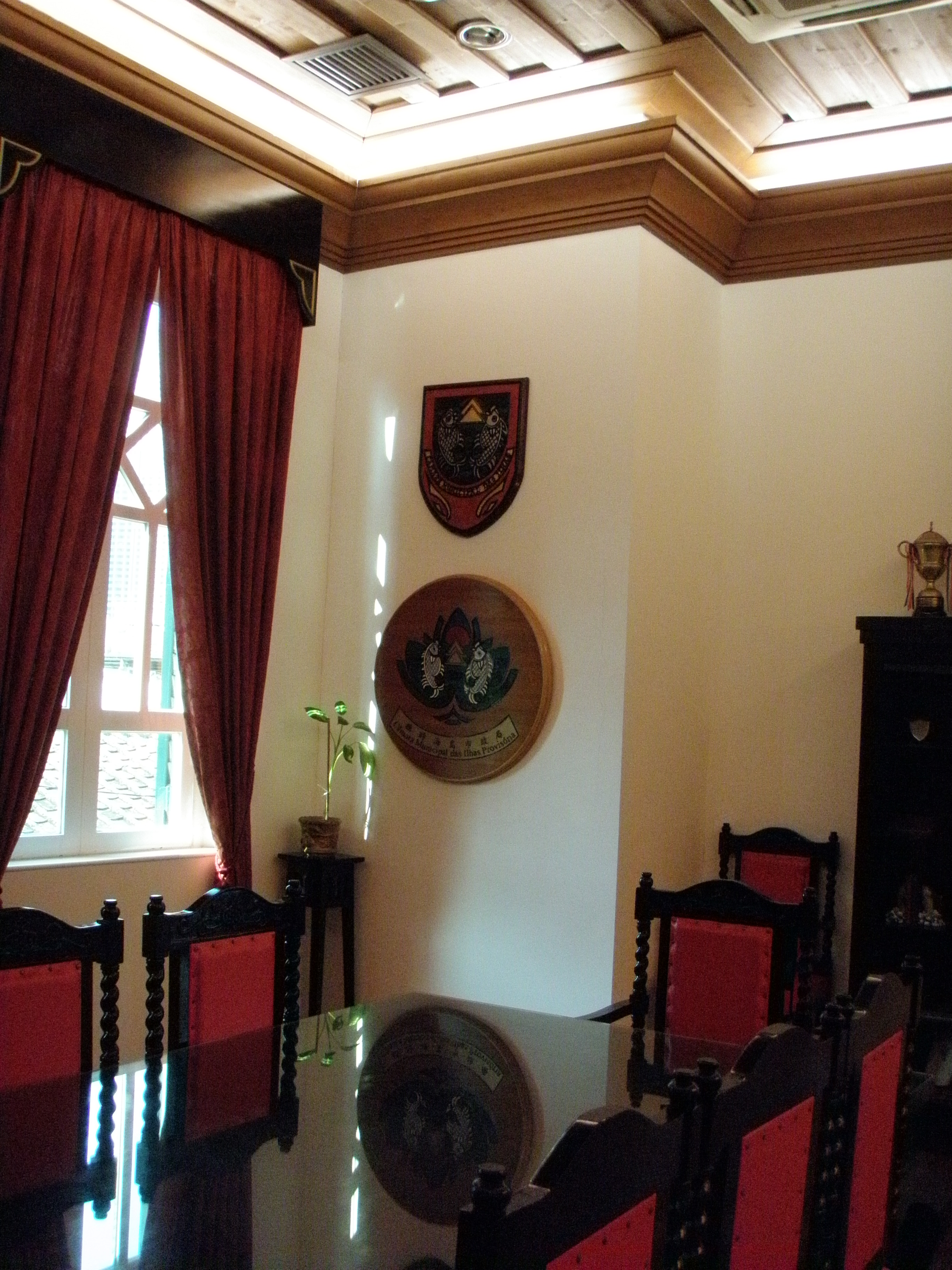
海島市市政廳及臨時海島市政局的徽章

臨時海島市政局（葡萄牙語：Câmara Municipal de Ilhas Provisória，縮寫 CMIP），為澳門特別行政區政府成立後行使海島市政區行政權力的臨時市政機構，大致上行使澳葡政府時期海島市政廳具有政權性質以外的其他的權限。
1865年，葡萄牙設置海島鎮行政局，管轄氹仔、路環兩島的行政機構。1878年，設立市政委員會，1963年，葡萄牙設置海島市政廳。
1999年12月20日，澳門特別行政區成立，海島市政廳易名為臨時海島市政局。2002年1月1日，該局被撤銷，由新成立的的民政總署所取代。